# Andrew Paulson
Andrew Paulson (* 16. listopadu 2001 Praha) je český profesionální tenista. Ve své dosavadní kariéře na okruhu ATP Tour nevyhrál žádný turnaj. Na challengerech ATP a okruhu ITF získal  sedm titulů ve dvouhře a devatenáct ve čtyřhře.
Na žebříčku ATP byl ve dvouhře nejvýše klasifikován v listopadu 2023 na 302. místě a ve čtyřhře v září téhož roku na 123. místě. Domovským oddílem je I. ČLTK Praha. V letech 2015–2021 hrál za TK Sparta Praha.

## Soukromý život
Narodil se roku 2001 v českém hlavním městě Praze do rodiny bulharského otce a české matky. Příjmení Paulson pochází ze Spojených států amerických, kde měl původ jeho praděd. V červenci 2024 byl medializován jeho partnerský vztah s wimbledonskou vítězkou Markétou Vondroušovou po rozpadu jejího manželství.

## Tenisová kariéra
V roce 2017 se stal s Forejtekem a Svrčinou členem českého týmu, který vyhrál juniorský Davis Cup 2017. Češi si tak odvezli trofej poprvé od roku 1997. Semifinále z juniorské čtyřhry French Open 2019 s Ukrajincem Vanshelboimem vylepšil finálovou účastí ve čtyřhře US Open 2019. Na newyorském grandslamu startoval s Bělorusem Alexandrem Zgirovskijem. V souboji o titul však nestačili na Američany Eliota Spizzirra a Tylerem Zinkem. Na juniorském kombinovaném žebříčku ITF nejvýše figuroval v listopadu 2019, kdy mu patřilo 47. místo.
V rámci okruhu ITF debutoval v listopadu 2018, když na turnaji ve Valašském Meziříčí, dotovaném 15 tisíci dolary, ve druhém kole podlehl Nizozemci Nielsovi Lootsmovi. Premiérovou trofej v této úrovni tenisu vybojoval jako 17letý během října 2019 na libereckém koberci, když ve finále zdolal Petra Michneva. Premiérový challenger odehrál na štvanickém I. ČLTK Prague Open 2020, do něhož obdržel divokou kartu. Po výhře nad Slovákem Filipem Horanským jej vyřadil Lotyš Ernests Gulbis z druhé světové stovky. Po boku Adama Pavláska prohrál finále čtyřhry I. ČLTK Prague Open 2022 s Portugalci Borgesem a Cabralem. Následující ročník štvanického challengeru 2023 již s Petrem Nouzou ovládl.
Do singlového čtvrtfinále na challengerech poprvé postoupil během srpnového IBG Prague Open 2023 v areálu TJ Spoje Praha na Žižkově. Mezi semifinalisty jej však nepustil osmý nasazený Monačan Valentin Vacherot.

## Tituly na challengerech ATP a okruhu ITF
| Legenda                  |
| ------------------------ |
| D – dvouhra; Č – čtyřhra |
| Challengery (0 D; 8 Č)   |
| ITF (7 D; 11 Č)          |

### Dvouhra (7 titulů)
| Č. | datum         | turnaj           | okruh             | povrch      | poražený finalista    | výsledek      |
| -- | ------------- | ---------------- | ----------------- | ----------- | --------------------- | ------------- |
| 1. | říjen 2019    | Liberec, Česko   | World Tennis Tour | koberec (h) | Petr Michnev          | 7–6(7–3), 6–1 |
| 2. | listopad 2021 | Ostrava, Česko   | World Tennis Tour | tvrdý (h)   | Marvin Möller         | 6–3, 7–6(8–6) |
| 3. | květen 2022   | Most, Česko      | World Tennis Tour | antuka      | Maximilian Neuchrist  | 6–3, 6–3      |
| 4. | říjen 2022    | Prostějov, Česko | World Tennis Tour | antuka      | Daniel Siniakov       | 6–4, 6–3      |
| 5. | červenec 2023 | Kassel, Německo  | World Tennis Tour | antuka      | Daniel Dutra da Silva | 6–4, 6–2      |
| 6. | srpen 2023    | Lodž, Polsko     | World Tennis Tour | antuka      | Daniel Pátý           | 6–4, 4–6, 6–4 |
| 7. | říjen 2023    | Zlatibor, Srbsko | World Tennis Tour | antuka      | Valentin Vacherot     | 6–3, 5–7, 6–3 |

### Čtyřhra (8 titulů na challengerech)
| Č. | datum       | turnaj                    | okruh      | povrch | spoluhráč          | poražení finalisté                 | výsledek              |
| -- | ----------- | ------------------------- | ---------- | ------ | ------------------ | ---------------------------------- | --------------------- |
| 1. | srpen 2022  | Praha, Česko              | Challenger | antuka | Victor Vlad Cornea | Adrian Andrejev Murkel Dellien     | 6–3, 6–1              |
| 2. | květen 2023 | Praha, Česko              | Challenger | antuka | Petr Nouza         | Jiří Barnat Jan Hrazdil            | 6–4, 6–3              |
| 3. | květen 2023 | Skopje, Severní Makedonie | Challenger | antuka | Petr Nouza         | Sriram Baladži Džívan Nedunčežijan | 7–6(7–5), 6–3         |
| 4. | srpen 2023  | Liberec, Česko            | Challenger | antuka | Petr Nouza         | Neil Oberleitner Tim Sandkaulen    | 6–3, 6–4              |
| 5. | srpen 2023  | Praha, Česko              | Challenger | antuka | Petr Nouza         | Filip Bergevi Mick Veldheer        | 7–5, 6–3              |
| 6. | září 2023   | Štětín, Polsko            | Challenger | antuka | Vitalij Sačko      | Zdeněk Kolář Sergio Martos Gornés  | 6–1, 7–6 (8–6)        |
| 7. | září 2023   | Sibiu, Rumunsko           | Challenger | antuka | Michael Vrbenský   | Piotr Matuszewski Kai Wehnelt      | 6–2, 6–2              |
| 8. | říjen 2023  | Ortisei, Itálie           | Challenger | tvrdý  | Patrik Rikl        | Maximilian Neuchrist Jakub Paul    | 4–6, 7–6(9–7), [11–9] |

## Finále na juniorském Grand Slamu

### Čtyřhra juniorů: 1 (0–1
| Stav      | rok  | turnaj  | povrch | spoluhráč           | soupeři ve finále          | výsledek      |
| --------- | ---- | ------- | ------ | ------------------- | -------------------------- | ------------- |
| Finalista | 2019 | US Open | tvrdý  | Alexandr Zgirovskij | Eliot Spizzirri Tyler Zink | 6–7(4–7), 4–6 |